# Паметник на Валерий Чкалов
Паметникът на Валерий Чкалов се намира в град Нижни Новгород, издигнат близо до кулата „Свети Георги“ на Нижегородския кремъл в чест на известния съветски пилот, извършил първия полет без кацане от СССР до САЩ през Северния полюс. От паметника на Волга се спуска Волжското стълбище, наричано още „Чкаловското стълбище“.
На мястото на съвременния паметник на В. П. Чкалов в началото на XVII век е основан манастирът „Произход“, който по-късно получава името „Свети кръст“ и е преместен през 1815 г. на сегашното си място близо до площад „Лядов“. Порутените сгради на манастира остават до 1840 г., когато всички сгради в районите, съседни на Нижни Новгородския Кремъл, са разрушени, а по протежение на стените е построена зона за отдих за гражданите с пешеходни пътеки, аранжирани с дървета и храсти.
Паметникът на легендарния летец изпитател е открит на 15 декември 1940 г., на втората годишнина от смъртта му по време на изпитателен полет. Автор на скулптурата е приятелят на В. П. Чкалов И. А. Менделевич, с когото са избрали това място за паметник на А. М. За тази работа И. А. Менделевич е удостоен със Сталинската награда. Архитекти на паметника: И. Г. Таранов и В. С. Андреев.
На повърхността на пиедестала има контури на карта на Северното полукълбо, показващи маршрутите на полета на героичния екипаж Чкалов – Байдуков – Беляков до Далечния изток и през Северния полюс до Америка. Самият постамент е облицован с лабрадорит.
На пиедестала са изписани годините от живота на пилота и надписът „На Валерий Чкалов, великият пилот на нашето време“. Под тези думи на картата на полета се виждат дупки от крепежите – има надпис „Соколът на Сталин“, премахнат по време на борбата срещу култа към личността на Сталин.Повърхността на пиедестала е покрита с изображение на карта с диаграма на двата най-дълги полета на В. Чкалов, а столицата на Русия е отбелязана с рубинена звезда.